# Dokhtouroffia nebulosa
Dokhtouroffia nebulosa là một loài bọ cánh cứng trong họ Cerambycidae.